# Język hadija
Język hadija – język afroazjatycki ze wschodniej gałęzi języków kuszyckich, ok. 1,4 mln mówiących, używany w Etiopii. Blisko spokrewniony z językiem libido.
Typowy szyk zdania to SOV.